# Yuxarı Əylis
Yuxarı Əylis (arménien : Վերին Ագուլիս, Verin Agulis, tous deux signifiant "Haut Agulis/Əylis") est un village et une municipalité du raion d'Ordubad dans le Nakhitchevan, Azerbaijan.
En 2005, sa population est de 1 916 habitants.

## Monuments
Église Saint-Stepanos (détruit);
Monastère Sainte-Tovma (détruit);
Église Saint-Kristapor (détruit);
Église Saint-Shmavon (détruit);
Église Saint-Hakob-Hayrapet (détruit);
Église Saint-Hovhannes (détruit);
Monastère Mets Astvatsatsin (détruit).